# Berleburger Bibel
Die Berleburger Bibel ist ein in den Jahren 1726–1742 (Nachdruck Stuttgart 1856) in Berleburg entstandenes umfangreiches Bibelwerk von acht Bänden, das nicht nur eine neue Übersetzung der Bibel bot, sondern vor allem eine umfangreiche Kommentierung.

## Entstehung
Der theologisch führende Kopf des Berleburger Bibelwerks war der Straßburger Theologe Johann Friedrich Haug (1680–1753). Haug war in Straßburg wegen „pietistischer und donatistischer Irrtümer“ mit starken mystischen und philadelphischen Neigungen zunächst seines Amtes als Diakon enthoben und 1705 ausgewiesen worden. 1714 folgte ihm sein Bruder, der Buchhändler und Verleger Johann Jacob Haug (* 1690, † 20. Mai 1756), zunächst ins nassau-usingische Idstein und war dort auch als Verleger tätig. Um 1720 zogen die Brüder in die Grafschaft Sayn-Wittgenstein-Berleburg, die unter der Regentschaft des Grafen Casimir (bis 1741) zur Hochburg des radikalen Pietismus und, dank der Brüder Haug, rasch auch zum deutschen verlegerischen Zentrum der entsprechenden Literatur avancierte.
Initiator des Werkes scheint der Berleburger Pfarrer und spätere Hofprediger des Grafen Casimir Ludwig Christof Schefer (1669–1731) gewesen zu sein, der trotz vorhandener Nähe zur philadelphischen Bewegung seine offizielle Kirchenzugehörigkeit bewahrte und bereits 1712 die sog. Marburger Bibel mit Heinrich Horch herausgegeben hatte, die freilich an Bedeutung und Umfang nicht annähernd an die „Berleburger“ heranreichte.
Die von dem tüchtigen Orientalisten Haug besorgte Übersetzung der Berleburger Bibel ist (nach der Piscator-Bibel 1602–1604) eine der ersten von der Lutherbibel unabhängigen deutschen Übersetzungen.

## Ziele
Zweck der Ausgabe war nach Jung-Stilling „eine ganz reine Bibelübersetzung [...] denn alle Commentarien, die man bis daher hatte, waren nach ihrer Sprache von Schulgelehrten verfasst, mithin dem Herzen nicht zugänglich“. Diese Aufgabe besorgten eine Reihe von ortsansässigen Kommentatoren, so etwa der schon genannte Schefer, Tobias Eisler, Christoph Seebach (1685–1745), Johann Christian Edelmann (1698–1767), aber auch Graf Casimir selbst. Daneben verweist Jung-Stilling, was wohl auch den Tatsachen entsprechen dürfte, auf eine beträchtliche Anzahl gleichgesinnter „Correspondenten“ über ganz Europa, vor allem dänischer und englischer.
Neben der Erklärung des buchstäblichen Sinnes, für die die Bearbeiter in der Regel auf die traditionelle kirchliche Auslegung der Schrift zurückgriffen, stand vor allem das Bemühen um eine Erklärung, „die den inneren Zustand des geistlichen Lebens oder die Wege und Wirkungen Gottes in der Seelen zu deren Reinigung, Erleuchtung und Vereinigung mit Ihm [Gott] zu erkennen gibt“, so programmatisch schon im Titel. Hier konnte man nun auf den reichen Schatz an mystischen Schriften unterschiedlichster Akzentuierung (Johann Arndt, Jakob Böhme, François Fénelon, Antoinette Bourignon de la Porte (1616–1680) und v. a. Madame Guyon), aber auch auf die englischen Vertreter der philadelphischen Bewegung (Thomas Bromley (1629–1691), John Pordage (1607–1681), Jane Leade (1624–1704)) zurückgreifen. Die Aufnahme des dem gesamten Pietismus eigenen apokalyptisch-chiliastischen Denkhorizontes in die Kommentierung ist ebenso bezeichnend wie die durchgehende Kritik an den verfassten Kirchen. Die Berleburger Bibel ist die vollständigste Zusammenfassung des sonst eher weit verstreuten Schriftgutes des radikalen Pietismus.
Der Einfluss der Berleburger Bibel auf das breite Spektrum pietistischer Gruppierungen und auf die Erweckungsbewegung des 19. Jahrhunderts in Europa bis nach Übersee dürfte allenfalls von ihrem voluminösen Umfang begrenzt worden sein, der einer noch größeren Verbreitung „natürliche“ Schranken setzte. Nach Jung-Stilling hat das Werk „bei allen paradoxen Sätzen unstreitig noch immer [1785!] einen der besten Plätze in der Bibliothek eines Gottesgelehrten verdient“.